# فورمولا سیستمز
فورمولا سیستمز (انگلیسی: Formula Systems) شرکت نرم‌افزار اسرائیلی است، که در سال ۱۹۸۵ تأسیس شد.